# Spellplague
La Spellplague (traducibile in italiano con Piaga della Magia o alternativamente con Distruzione della Magia, che è il nome usato in alcuni romanzi di R. A. Salvatore) è una fase della storia di Forgotten Realms, ambientazione per il gioco di ruolo fantasy Dungeons & Dragons.

## Informazioni generali
La Spellplague cominciò il giorno 29 del mese di Tarsakh, nell'anno 1385 DR e fu causata dall'assassinio della dea della magia Mystra da parte di Cyric e  Shar. Con la morte della dea la Trama, cioè la struttura universale delle forze arcane, collassò. La Spellplague continuò per una decina d'anni, dando inizio agli Anni Gementi durante i quali la magia smise di funzionare. La Spellplague portò tanti e tali cambiamenti come mai nessun altro evento, neppure il Periodo dei Disordini, aveva mai portato.

## Morte di Mystra
La morte di Mystra era stata organizzata da Shar, che aveva ottenuto il supporto di Cyric. L'intento di Shar era quello di ottenere il controllo sulla Trama, e pensava che uccidendo Mystra, colei che la dominava, il suo potere sarebbe passato a lei.
(Da una visione della divinatrice Yaphyll in Undead di Richard Lee Byers)
Nella visione la regina bianca è Mystra, la nera è Shar e l'assassino è Cyric, mentre l'indovino è Savras. La città e la caverna simboleggiano il Cuore del Dweomer, dove Mystra risiedeva, mentre gli alberi e i rami sono la magia che si contorce, si spezza e impazzisce.

## La tempesta
Nei Forgotten Realms la devastazione della Trama si manifestò sotto forma di una terribile tempesta di fiamme blu, ben visibili in cielo. La tempesta iniziò sopra la giungla di Mhair in Halruaa, e crebbe velocemente di dimensioni. La tempesta distrusse completamente la nazione dell'Harluaa, a causa della forte attività di magia selvaggia, disintegrando inoltre la confederazione di Lapaliiya, il regno di Sespech e l'isola di Evermeet.
Nessun luogo in Faerûn fu risparmiato dalla Spellplague e certe aree furono completamente cancellate, mentre altre furono ricreate come nuove. Migliaia di maghi furono distrutti o impazzirono quando la Trama collassò. Nel Cormyr, un terzo dei maghi guerrieri subì questa sorte e quelli che sopravvissero furono costretti ad apprendere le arti marziali per sopperire alla mancanza di magia. Gli unici due eletti di Mystra che si sa sopravvissero alla catastrofe furono Elminster Aumar e la Simbul, anche se non è chiaro se il resto delle Sette Sorelle morirono o superarono illese il periodo.

## Effetti

### Effetti sulla magia
Con l'equilibrio della magia distrutto, anche con i più grandi sforzi la maggior parte degli incantesimi falliva o produceva risultati diversi da quelli sperati. Molti oggetti magici permanenti, quali gli artefatti, rimasero intatti alla fine della Spellplague mentre oggetti caricati magicamente o incantati furono distrutti, modificati o semplicemente cessarono di funzionare. Tutti gli oggetti con proprietà magiche che si attivavano a comando rimasero per la maggior parte intoccati dalla Spellplague.
Oltre alla Trama, comunque, collassò assieme ad essa anche la Trama d'Ombra, che era la sua versione oscura creata da Shar ed era già sotto il controllo della dea delle ombre. Quindi non solo lei non riuscì ad impadronirsi della Trama, bensì perse anche quello che aveva già: Shar aveva calcolato male.

### Effetti sulla geografia
La Spellplague influenzò anche il paesaggio, sconvolgendo il terreno e smuovendo i fondali marini. Quando le fiamme blu della tempesta toccavano terra rimodellavano o distruggevano ogni cosa con cui venivano a contatto e uccidevano le forme di vita.
Uno dei cambiamenti più radicali però è stata la fusione temporanea di Abeir e Toril. I due mondi, da sempre separati, si sono uniti durante il periodo della Fusione, ed ora circa un quarto di quello che era Abeir si trova su Toril e viceversa - il che significa, ad esempio, che il continente di Maztica esiste ancora e che alcuni membri della Golden Legion sono intrappolati su Abeir.
Altri sconvolgimenti comprendono l'apertura di una faglia sui fondali del Mare delle Stelle Cadute, che è rifluito così nel Sottosuolo causando una catastrofe che ha messo in fuga molti abitanti drow, mentre la città di Luskan, governata dalla Confraternita Arcana, con la perdita di quasi tutti i suoi componenti è diventata rapidamente in un luogo a malapena vivibile - più di quanto già non fosse.

### Effetti sulle divinità
La Spellplague portò molti cambiamenti anche in campo divino. Per prima cosa, gli dei Lathander, Sune e Tyr imprigionarono Cyric nel suo piano, il Trono Supremo, come punizione per ciò che aveva fatto.
Mystra non fu la sola a morire: il dio Savras venne ucciso all'istante con la distruzione del Cuore del Dweomer, mentre Azuth e Velsharoon furono scaraventati via gravemente feriti. Velsharoon fu poi consumato dal fuoco magico assieme alla Simbul, che tuttavia a differenza del dio sopravvisse, mentre Azuth cadde negli Inferi, proprio nel reame di Asmodeus, che colse al volo l'opportunità ed uccise il dio, consumandone l'essenza e diventando una divinità lui stesso. Il dio dei goblin Maglubiyet fu ridotto ad un sottoposto di Bane mentre il finora sconosciuto Zehir aumentò considerevolmente il suo potere
Inoltre, svariate divinità si rivelarono non essere altro che aspetti di altre divinità: ad esempio Yondalla, la dea madre del pantheon halfling, è un aspetto di Chauntea, mentre le tre divinità elfiche Hanali Celanil, Sehanine Moonbow e Aerdrie Faenya, che prima si pensava fossero i tre elementi che componevano Angharradh, sono in realtà aspetti relativamente di Sune, Selûne e Akadi, e Talos è un aspetto del dio orchesco Gruumsh. Infine, Lathander venne sostituito dal defunto Amaunator, confermando l'ipotesi che i due dei fossero lo stesso.
Moltissime divinità inoltre dalla Spellplague sono scomparse. Non si è ancora capito se sono morte, sono state assorbite o se, come quelle elencate sopra, si riveleranno poi aspetti di altre divinità. L'elenco di questi dei scomparsi comprende Deneir, Eldath, Lurue, Shaundakul, Finder, Gargauth, Gwareon Windstrom, Nobanion, Ubtao, Ulutiu, Rillifane Rallathil, Urogalan, Dumathoin, Sharindlar, Flandal Steelskin, Gaerdal Ironhand, Segojan Earthcaller, Urdlen, Ilneval e Yurtrus.